# Fotoblastia

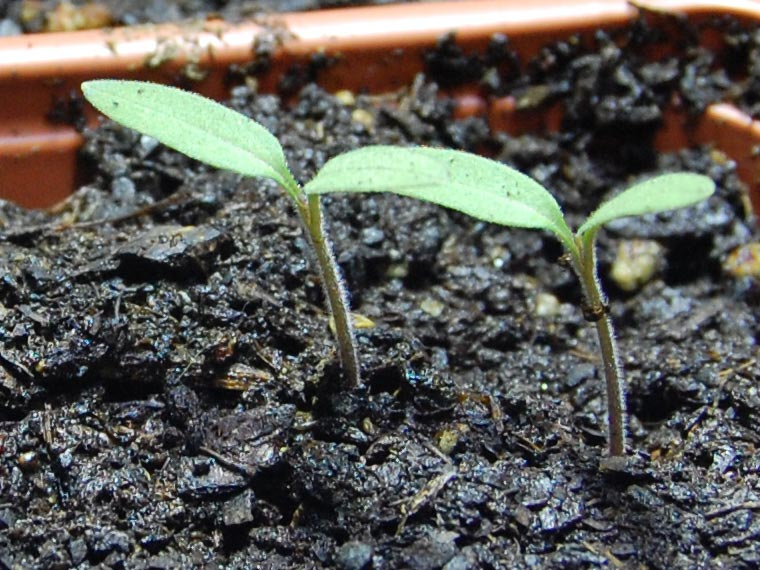
Nasiona pomidora wykazują fotoblastię ujemną, czyli kiełkują gdy dostęp światła jest odcięty

Fotoblastia, nasiona fotoblastyczne – zjawisko regulacji kiełkowania nasion przez światło występujące u niektórych roślin wyższych odpowiedzialne za pozostanie w stanie spoczynku lub wyjście z niego.  W zależności od reakcji na światło rozróżniana jest fotoblastia dodatnia, gdy światło stymuluje kiełkowanie i fotoblastia ujemna, gdy światło hamuje kiełkowanie. Tylko nieliczne rośliny wytwarzają nasiona niewrażliwe na światło. Jest to około 4% gatunków, jednak jest wśród nich wiele gatunków uprawianych przez człowieka. Światło może być czynnikiem niezbędnym do wykiełkowania, tak jest u jemioły lub jedynie przyspieszać kiełkowanie.

## Mechanizm
Zjawisko fotoblastii zostało najlepiej poznane u sałaty (Lactuca sativa). Nasiona tej rośliny kiełkują po ekspozycji na światło. Za odbiór bodźca odpowiedzialny jest fitochrom. Indukcja kwitnienia następuje na skutek oświetlenia światłem czerwonym. Daleka czerwień może odwracać efekt indukcji. Odbiór bodźca przez fitochrom prowadzi do zmian w poziomie giberelin (GA) i kwasu abscysynowego (ABA). Podstawowym czynnikiem decydującym o wyjściu ze stanu spoczynku jest synteza giberelin. Do pobudzenia kiełkowania wystarczy natężenie 10 J m-2 co odpowiada kilkuminutowemu oświetlaniu światłem księżyca lub błyskowi światła słonecznego trwającemu 0,1 s.